# Julius Frei
Julius Frei (* 10. Januar 1874 in Zürich; † 28. Dezember 1939 in Binningen) war ein Schweizer Politiker (FDP).

## Leben
Frei besuchte Schulen in Zürich und besuchte anschliessend das Seminar in Kreuzlingen. Von 1897 bis 1922 war er als Lehrer in Binningen tätig. Er war daneben bekannter Chorleiter und Imker. Daher war er auch Chef der Honigkontrolle bei den Bienenfreunden und im Vorstand des Schweizerischen Bienenzüchterverbandes.
Von 1920 bis 1922 war Frei für die FDP im Landrat. Er war von 1922 bis 1938 im Regierungsrat und war für das Amt Inneres verantwortlich. Zudem war er 1925/1926, 1930/1931 sowie 1933/1934 Präsident. Er gilt als einer der Schöpfer des Armengesetzes von 1929 und Initiant der Landwirtschaftlichen Schule und der Kantonalen Obstbauberatungsstelle.
Frei war im Verwaltungsrat der Birseckbahn und der Schweizerischen Mustermesse sowie des Kreisbahnrates I der SBB. Zudem war er im Vorstand des Schweizerischen Bauernverbandes und Präsident des Schweizerischen Waldwirtschaftsverbandes.